# Estadio Fragata Presidente Sarmiento
El estadio Fragata Presidente Sarmiento es un recinto de fútbol argentino ubicado en el extremo oeste de la ciudad de San Justo, marcando la esquina del estadio (José Mármol 5400 y José I. Rucci) el punto de inflexión del límite entre San Justo e Isidro Casanova, sus aceras también pertenecen al código postal de San Justo (1754), dentro del partido de La Matanza, provincia de Buenos Aires, Argentina, propiedad del Club Almirante Brown en la zona Oeste del Gran Buenos Aires. Fue inaugurado el 14 de junio del año 1969 y cuenta con una capacidad de 25 000 espectadores, que le permitió retener la localía con público visitante contra equipos como River Plate.

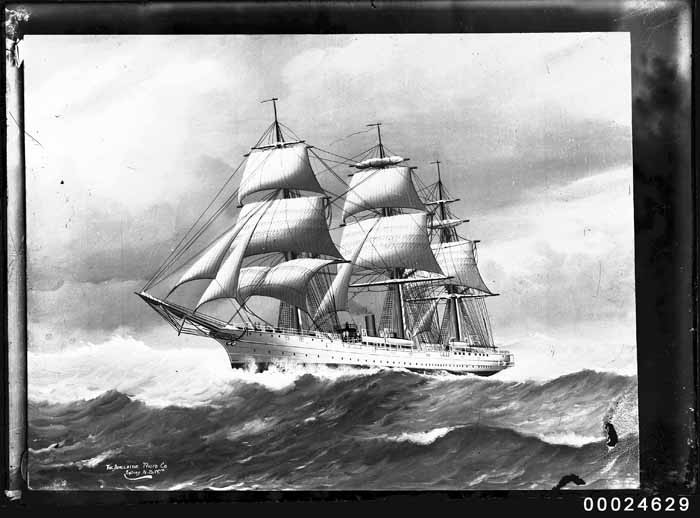
La Fragata ARA Presidente Sarmiento Emblemático buque escuela de la Armada Argentina que inspiró el nombre del estadio y uno de los apodos de Almirante, una de las pocas imágenes de navegación en velas abiertas que se conservan en 1928.

El estadio se encuentra enclavado en la esquina oeste de la ciudad de San Justo, marcando la esquina del estadio el punto de inflexión del límite entre San Justo e Isidro Casanova. Cuenta con una muy buena ubicación ya que se encuentra a 700 m de un importante acceso que lo conecta con varios puntos de Buenos Aires: la avenida Juan Manuel de Rosas (ruta Nacional 3), continuación de la avenida Juan Bautista Alberdi del lado de la ciudad Buenos Aires, se encuentra la estación Roma del metrobús La Matanza. Aunque Almirante Brown lo utiliza desde hace más de cinco décadas, se fue construyendo por sectores.
Su conclusión se encuentra en análisis de anteproyecto y planificación para el desarrollo, que será realizado por etapas, sin fechas exactas preestablecidas. Almirante Brown proyecta convertirlo en uno de los más funcionales y de mejor diseño del fútbol metropolitano.

## Historia
A finales de los años 60 Almirante Brown necesitaba resolver la falta de un estadio de fútbol con las exigencias de la  Asociación del Fútbol Argentino para mantener la localía ya que el estadio de Matheu 2376 entre Almafuerte (donde corta) y el pasaje Torrejon en el barrio Villa Sahores de San Justo en el límite con Tablada, no las reunía y no había espacio para ampliarlo. Para el 31 de marzo de 1968 se realizó la colocación de la piedra fundamental para la construcción de la primera etapa del estadio.
La inauguración oficial fue el 14 de junio de 1969, con derrota ante San Telmo por 3 a 2. Renzo Rebonatto marcó a los 12 minutos del primer tiempo el primer gol oficial de Almirante Brown en este estadio. Era entonces un escenario simétrico con cuatro graderíos de madera de 11 escalones, traídos del viejo estadio del club y distribuidos de este modo: dos tribunas tras los arcos (cabeceras) de unos 70 metros de largo y otras dos de unos 30 metros de largo cada una, a ambos lados de los viejos vestuarios, cubiertos hoy por la lateral central de cemento. El 17 de agosto de 1970, con victoria ante Vélez Sársfield por 2 a 0, se inauguraron las primeras mil butacas de plateas, totalmente de cemento, sobre el lateral opuesto a los vestuarios. Luego el 14 de marzo de 1979 se celebró un partido nocturno ante River Plate, para inaugurar otras 1.500 plateas de cemento, también construidas de modo asimétrico, divididas en dos sectores del lado local y uno del lado visitante. En 1976, se inauguró la tribuna lateral de cemento, por encima de los vestuarios, de 40 metros de largo y 72 escalones, con una capacidad para 6.100 personas aproximadamente. En 1978 se agregó un sector visitante de cemento de 13 metros de largo con igual altura que el anterior de 72 escalones sobre el lado izquierdo de éste, con capacidad para unas 2.000 personas. Para ello se retiró la antigua tribuna de madera de ese sector, lo que rompió hasta hoy la simetría del estadio. Esta grada se habilita para el público en partidos importantes, siendo generalmente utilizada para los dirigentes y allegados de los equipos visitantes .En ese mismo año se inauguró la iluminación del estadio (que desde entonces ha sido cambiada varias veces, tanto en su conformación como en su ubicación) en partido nocturno ante Boca Juniors.
En 2007 se iniciaron las obras para construir un primer tramo de 37 metros de largo y de 52 escalones en el sector sur destinado al visitante, cuyas obras acabaron en ese mismo año. De inmediato se iniciaron las del sector norte destinado a la afición local de igual simetría. Finalmente, con las nuevas normativas que exigen la eliminación total de la madera en los estadios de la provincia de Buenos Aires, se retiraron los viejos tablones traídos del estadio de Matheu y Almafuerte en 2008 y se culminó la tribuna cabecera norte local. La misma es de 74 metros de largo y 52 escalones, con una capacidad aproximada de 8.500 espectadores, el 10 de septiembre de 2009, tras 5 años de la última vez que había sido utilizada, finalizaron las obras para poder usarla nuevamente.
Desde entonces, se ha mejorado notablemente el sector de prensa que cuenta con 15 modernas cabinas para las transmisiones de radio y televisión. Asimismo se han ampliado y modernizado los vestuarios para brindar tanto a los jugadores locales como a los visitantes mayor comodidad. La tribuna es de la misma magnitud que la de la tribuna visitante con capacidad para 8.500 espectadores aproximadamente, su construcción empezó el 12 de marzo, y fue finalizada a principios de septiembre de 2009. Esta obra aumentó la capacidad del estadio a 27 600 espectadores. Para el partido que disputó Almirante contra River en el Fragata Sarmiento se hicieron varias ampliaciones como por ejemplo la entrada visitante y el cambio del tejido de seguridad. Y el día llegó con un estadio repleto. Almirante y River se enfrentaron el 5 de febrero de 2012 con resultado final 1 a 1.

### Palcos Mario Durán
El 13 de mayo del 2019, se decidió dar un paso adelante en lo que respecta a instalaciones del estadio, creando los nuevos palcos Mario Óscar Durán en homenaje a uno de los mejores presidentes de la historia del club.   
Los mismos se construyeron en formato de cabinas sobre el punto medio de lo que actualmente es la platea. Dicha obra cuenta con boxes individuales, aire acondicionado y capacidad para 100 espectadores. Esta obra se inauguró el 20 de julio de 2019, con un partido amistoso frente a la Selección Argentina Sub-20, partido en el que festejaron los 50 años del estadio Fragata Presidente Sarmiento.

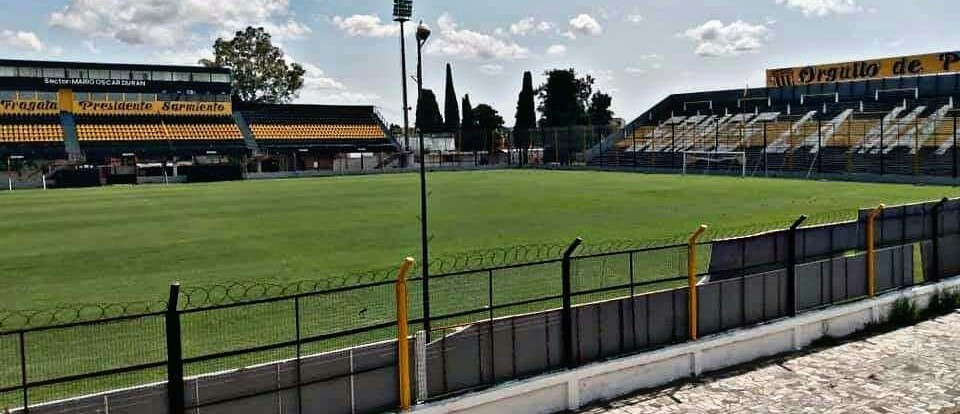
Vista desde la tribuna lateral a platea, palcos y tribuna norte.

### Información detallada
- Cabecera norte: 46 escalones,

70 metros de largo, total = 8.000 espectadores
- Cabecera sur: 46 escalones,

70 metros de largo, total = 8.000 espectadores
- Lateral local: 72 escalones

35 metros de largo, total = 6.000 espectadores
- Lateral visitante: 72 escalones

10.25 metros de largo, total = 1.500 espectadores
- Platea: 1.500 espectadores
- Sector Preferencial: 13 Palcos VIP equipados.
- Sector de prensa: 20 cabinas.

Capacidad: 25.000 espectadores